# Le Cavalier fantôme (film, 1941)
Pour plus de détails, voir Fiche technique et Distribution.
Le Cavalier fantôme (The Phantom Cowboy) est un film américain réalisé par George Sherman, sorti en 1941.

## Fiche technique
- Titre original : The Phantom Cowboy
- Titre français : Le Cavalier fantôme
- Réalisation : George Sherman
- Scénario : Doris Schroeder
- Photographie : Reggie Lanning
- Montage : Tony Martinelli
- Pays de production : États-Unis
- Format : Noir et blanc - 1,37:1
- Genre : western
- Durée : 56 minutes
- Date de sortie : 1941

## Distribution
- Donald Barry : Jim Lawrence
- Virginia Carroll : Elanita Toreno
- Milburn Stone : Stan Borden
- Neyle Morrow (en) : Miguel Garcia (El Lobo)
- Rex Lease : Shériff Ben Jeffers
- Nick Thompson : Pancho
- Bud Osborne : Dreer
- Ernest Wilson : Memphis